# تمهين إدراكي
التمهين الإدراكي هو نظرية لعملية يقوم فيها الأستاذ البارع في إحدى المهارات بتدريس تلك المهارة للشخص المتدرب.
وقد أدت المناهج البنائية في تناول تعلم الإنسان إلى وضع نظرية التمهين الإدراكي. وترى هذه النظرية أن البارعين في إحدى المهارات يخفقون عادةً عند التدريس للمبتدئين في توضيح العمليات الضمنية التي تتم خلال تنفيذ المهارات المعقدة. وللتغلب على تلك الاتجاهات، فقد تم وضع نظرية التمهين الإدراكي «مع أشياء أخرى لتوضيح تلك العمليات الضمنية أمام الجميع بحيث يمكن للطلاب مراقبة وتنفيذ وممارسة تلك العمليات بمساعدة المدرس...». ويحظى هذا النموذج بتأييد من نظرية النمذجة لـ ألبرت باندورا التي تفترض أنه لتكون عملية النمذجة عملية ناجحة، يجب أن يكون المتعلم نابهًا ويجب أن يمكنه الوصول إلى المعلومات المُقدمة والاحتفاظ بها ويجب أن تكون لديه الدوافع التي تحثه على التعلم ويجب أن يكون قادرًا على إخراج المهارة المطلوبة بدقة.

## نظرة عامة
يعتمد جزء من فعالية نموذج التمهين الإدراكي على التعلم في السياق ويقوم على نظريات الإدراك الموقفي. ويؤكد علماء الإدراك على أهمية السياق الذي تتم فيه العملية التعليمية (على سبيل المثال، جودين وباديلي 1975). واعتمادًا على مثل هذه النتائج، يجادل كولنز ودوجويد وبراون (1989) بأن التمهين الإدراكي يكون أقل فعالية عندما يتم تدريس المهارات والمفاهيم بمنأى عن سياقها وظروفها الواقعية. وكما يقولون «يجب القول بأن المواقف تساهم في إحداث المعرفة من خلال الأنشطة. ومن الممكن أن نقول إن التعلم والإدراك قد تم وضعهما في سياق مواقف واقعية بصورة أساسية». ففي التمهين الإدراكي، تتم نمذجة النشاط الذي يتم تعلمه في مواقف واقعية.
باستخدام عمليات مثل النمذجة والتوجيه، يدعم التمهين الإدراكي أيضًا المراحل الثلاث لاكتساب المهارات الموصوفة في أدبيات الخبرة: مرحلة الإدراك ومرحلة الترابط ومرحلة الاستقلال. في مرحلة الإدراك، ينمي المتعلمون فهمًا توضيحيًا للمهارة. وفي مرحلة الترابط، يتم اكتشاف وتصحيح الأخطاء وسوء الفهم لما تم تعلمه في مرحلة الإدراك بينما تتم تقوية الروابط فيما بين العوامل المهمة التي تقوم عليها المهارة. وأخيرًا، في مرحلة الاستقلال، يجيد المتعلم المهارة التي اكتسبها ويتقنها حتى يتم تنفيذها على مستوى احترافي.
على غرار التمهين التقليدي، حيث يتعلم المتدرب حرفة مثل الخياطة أو المشغولات الخشبية العمل تحت إشراف أستاذ بارع، يتيح التمهين الإدراكي للأستاذ أن ينمذج السلوكيات في سياق واقعي باستخدام النمذجة الإدراكية. فعند استماع المتدرب إلى الأستاذ يشرح بالتفصيل ما يقوم به والتفكير فيما يقوله بينما يقدم الأستاذ نموذجًا للمهارة، يمكن للمتدرب أن يُميز السلوكيات ذات الصلة ويضع نموذجًا تصوريًا للعمليات التي تنطوي عليها تلك المهارة. وبعد ذلك، يحاول المتدرب أن يقلد تلك السلوكيات تحت إشراف الأستاذ وتوجيهه. فالتوجيه يقدم المساعدة عند أكثر المستويات حرجًا - فالوصول إلى مستوى المهارة أبعد مما يمكن أن يحققه المتعلم/المتدرب بمفرده. وقد أشار ليف فيغوتسكي (1978) إلى ذلك باسم منطقة النمو القريبة ويرى أن تعزيز النمو في إطار هذه المنطقة يؤدي إلى أسرع عملية نمو. وتنطوي عملية التوجيه على المزيد من النمذجة حسب ما تقتضيه الحاجة وكذلك التعليقات التصحيحية والتنبيهات، وجميعها يهدف إلى التقريب بين أداء المتدرب وأداء الأستاذ. وبينما تزداد مهارة المتدرب بتكرار العملية، «تتلاشى» تعليقات وتوجيهات الأستاذ حتى يقترب أداء المتدرب بصورة كبيرة من أداء الأستاذ، وذلك في الحالة المثالية.
[هذا المدخل مقتبس من رسالة الدكتوراه التي كتبها أر شاون إدموندسون تحت عنوان "تقييم فعالية نموذج تمكين التواجد عن بُعد في التمهين الإداركي لتطوير احترافية المدرس (2006).]

## أساليب التدريس
قام كولنز وبراون بوضع ستة أساليب للتدريس تعتمد في جوهرها على نظرية التمهين الإدراكي ويقولون إن هذه الأساليب تساعد الطلاب في تحصيل الإدراك وإستراتيجيات الإدراك المعرفي من أجل «استخدام إدارة واكتشاف المعرفة». تمثل الثلاثة أساليب الأولى (النمذجة والتوجيه والتآزر) هي جوهر التمهين الإدراكي وتساعد في النمو الإدراكي والإدراك المعرفي، بينما تم تصميم الأسلوبين الاثنين التاليين (التعبير والتفكير) لمساعدة المبتدئين في إدراك إستراتيجيات حل المشكلات والتطبيق بطريقة تشبه أسلوب المحترفين. وتهدف الخطوة الأخيرة (الاستكشاف) إلى توجيه المبتدئ نحو الاستقلالية والقدرة على حل المشكلات وتمييزها في إطار خاص بهم. ولقد لاحظ المؤلفون أن هذه ليست قائمة شاملة بالأساليب وأن التنفيذ الناجح لهذه الأساليب يعتمد اعتمادًا كبيرًا على هذا الإطار.

### النمذجة
تحدث النمذجة عندما يقوم شخص خبير، عادةً ما يكون مدرسًا، في الإطار الإدراكي أو مجال الموضوع بشرح مهمة شرحًا واضحًا بحيث يمكن للمبتدئ، عادةً ما يكون طالبًا، تجربة ووضع نموذج تصوري للمهمة قيد التنفيذ. فعلى سبيل المثال، قد يكتب مدرس الرياضيات خطوات واضحة ويعمل على حل المشكلة رافعًا صوته مع شرح الخطوات التجريبية والمعرفة الإجرائية. وقد تضم النمذجة نمذجة أداء الخبراء أو العمليات في العالم.

### التوجيه
تقوم عملية التوجيه على مراقبة المبتدئ أثناء أداء المهمة وتقديم الملاحظات والتلميحات بحيث يحاكي أداء المبتدئ أداء الشخص الخبير. ويشرف الخبير على مهام المبتدئ وقد يُشكل المهمة وفقًا له للمساعدة في تطوير المبتدئ.

### التآزر
التآزر التعليمي هي عملية وضع إستراتيجيات وأساليب لدعم عملية تعليم الطالب. وقد تكون وسائل الدعم هذه عبارة عن أعمال يدوية وأنشطة وعمل جماعي. وقد يلزم المدرس تنفيذ بعض أجزاء المهمة التي لا يستطيع الطالب بعد القيام بها. ويستلزم ذلك أن يتحلى المدرس بمهارة تحليل وتقييم مهارات الطالب على الفور.

### التعبير
يضم التعبير «أي أسلوب لحث الطلاب على التعبير عن المعرفة أو الاستنتاج أو عملية حل المشكلات في إطار ما» (صفحة 482). هناك ثلاثة أنواع من التعبير، وهي التدريس بالاستفسار والتفكير بصوت عالٍ ودور الطالب المهم. ففي التدريس بالاستفسار (كولنز وستيفنز، 1982)، يطرح المدرسون على الطلاب سلسلة من الأسئلة تتيح لهم تنقيح وإعادة التعبير عن المعرفة التي تعلموها وتكوين نماذج نظرية واضحة. ويقتضي التفكير بصوت عالٍ أن يعبر الطلاب عن أفكارهم أثناء حل المشكلات. ويراقب الطلاب الذين يؤدون الدور المهم الطلاب الآخرين في الأنشطة التعاونية ويتوصلون إلى الاستنتاجات بناءً على أنشطة حل المشكلات. ولقد وصف ماكليلان  التعبير بأنه يتكون من جانبين: فصل عامل المعرفة والمهارات لتعلمهم بطريقة أكثر فعالية والكلام بعبارات أكثر شيوعًا أو تفسير المعرفة وعمليات التفكير بهدف شرحها أو توضيحها.

### التفكير
يتيح التفكير للطلاب أن «يقارنوا بين أساليبهم في حل المشكلات مع الأساليب التي يتبعها الخبير أو أساليب طالب آخر ومن ثم يحدث في النهاية نموذج إدراك داخلي للخبرة» (صفحة 483). ومن تقنيات التفكير أن يتم اختبار الأداء الماضي لكل من الخبير والمبتدئ وتمييز نواحي التشابه والاختلاف. فالهدف من التفكير بالنسبة للطلاب أن ينظروا إلى الخلف ويحللوا أداءهم بهدف فهم وتطوير الأداء ليصل إلى مستوى سلوكيات الخبير.

### الاستكشاف
تنطوي عملية الاستشكاف على ترك مساحة أمام الطلاب لحل المشكلات بمفردهم مع تعليم الطلاب إستراتيجيات الاستكشاف. ويستلزم ترك مساحة أمام الطلاب لحل المشكلات أن يسحب المدرس ببطء وسائل الدعم والتآزر ليس فقط في أساليب حل المشكلات ولكن في أساليب تصميم المشكلات أيضًا. ويستلزم تعليم الطلاب إستراتيجيات الاستكشاف أن يبين المدرس للطلاب كيفية الاستكشاف والبحث ووضع الفرضيات. فالاستكشاف يتيح للطلاب أن يضعوا إطارًا للمشكلات المثيرة في مجالهم ثم المبادرة بحل تلك المشكلات بأنفسهم.

### In-line
1. 1 2 3 4 5  Collins, A., Brown, J. S., & Newman, S. E. (1987). Cognitive apprenticeship: Teaching the craft of reading, writing and mathematics (Technical Report No. 403). BBN Laboratories, Cambridge, MA. Centre for the Study of Reading, University of Illinois. January, 1987.و
2. 1 2 3  Brown, J. S., Collins, A., & Duguid, P. (1989). Situated cognition and the culture of learning. Educational Researcher, 18, 32-42.
3. ↑  Anderson, J.R. (1983). The architecture of cognition. Cambridge, MA: Harvard University Press
4. ↑  Fitts, P.M., & Posner, M.I. (1967). Human performance. Belmont, CA: Brooks Cole.
5. ↑  Anderson, J.R. (2000). Cognitive psychology and its implications. New York, NY: Worth Publishers.
6. ↑  Bandura, A. (1997). Social Learning Theory. Englewood Cliffs, NJ: Prentice-Hall.
7. ↑  Johnson, S.D. (1992). A framework for technology education curricula which emphasizes intellectual processes. Journal of Technology Education, 3; 1-11.
8. ↑  McLellan, H. (1994). Situated learning: Continuing the conversation. Educational Technology 34, 7- 8.

### عام
- Aziz Ghefaili. (2003). Cognitive Apprenticeship, Technology, and the Contextualization of Learning Environments. Journal of Educational Computing, Design& Online Learning, Vol. 4, Fall, 2003.
- Anderson, J.R. (1983). The architecture of cognition. Cambridge, MA: Harvard University Press.
- Anderson, J.R. (2000). Cognitive psychology and its implications. New York, NY: Worth Publishers.
- Bandura, A. (1997). Social Learning Theory. Englewood Cliffs, NJ: Prentice-Hall.
- Brown, J. S., Collins, A., & Duguid, P. (1989). Situated cognition and the culture of learning. Educational Researcher, 18, 32-42.
- Collins, A., Brown, J. S., & Newman, S. E. (1987). Cognitive apprenticeship: Teaching the craft of reading, writing and mathematics (Technical Report No. 403). BBN Laboratories, Cambridge, MA. Centre for the Study of Reading, University of Illinois. January, 1987.
- Fitts, P.M., & Posner, M.I. (1967). Human performance. Belmont, CA: Brooks Cole.
- Johnson, S.D. (1992). A framework for technology education curricula which emphasizes intellectual processes. Journal of Technology Education, 3; 1-11.
- Vygotsky, L.S. (1978). Mind and society: The development of higher mental processes. Cambridge, MA: Harvard University Press.

## وصلات خارجية
- Cognitive Apprenticeship, Technology, and the Contextualization of Learning Environments.
- Situated Cognition and the Culture of Learning. Article by Brown, Collins, and Duguid.
- نسخة محفوظة 31 ديسمبر 2018 على موقع واي باك مشين. Project thereNow. Federally-funded cognitive apprenticeship research project.